# Izotopy síry

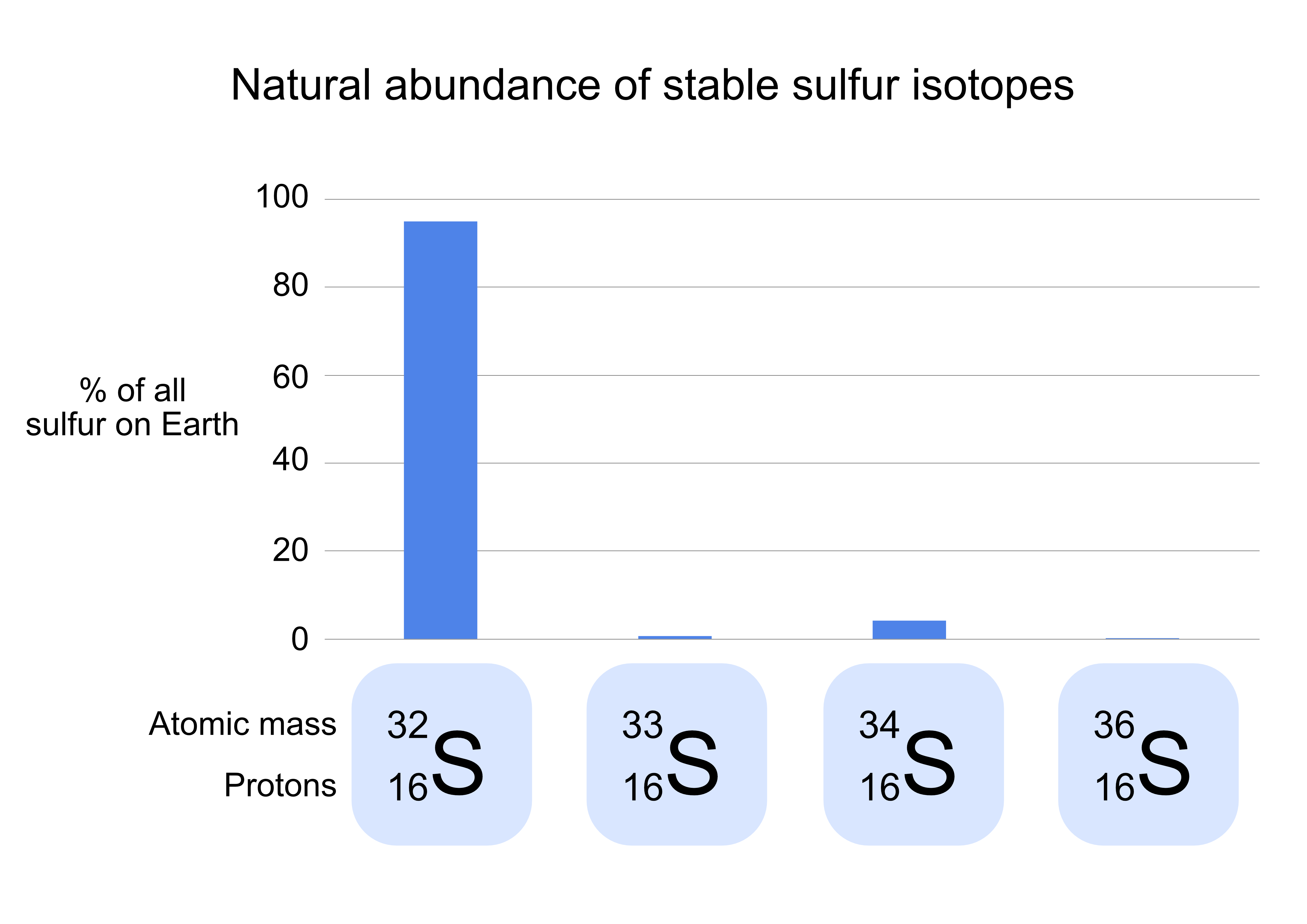
graf zastoupení izotopů síry v přírodě

Síra (16S) má 24 známých izotopů s nukleonovými čísly od 26 do 49, čtyři z nich jsou stabilní: 32S (přirozený výskyt 94,99 %), 33S (0,75 %), 34S (4,25 %) a 36S (0,01 %), také je znám jaderný izomer 43mS. Výrazná převaha síry-32 se vysvětluje její tvorbou z uhlíku-12 pohlcením pěti jader 4He v alfa procesu v supernovách typu II (viz spalování křemíku).
S výjimkou 35S mají radioizotopy síry krátké poločasy přeměny. 35S vzniká tříštěním z 40Ar v atmosféře Země. Poločas přeměny tohoto izotopu je přibližně 87,4 dne. Druhý nejstabilnější radioizotop síry je 38S s poločasem 170,3 min. Nejméně stabilní je 49S s poločasem pod 200 ns.
Při vysrážení sulfidových minerálů může izotopové vyrovnávání mezi pevnými látkami a kapalinami způsobit drobné odchylky v hodnotách δS-64 vzniklých minerálů. Tyto rozdíly lze využít k odhadu teploty, při níž k vyrovnání došlo. δC-13 a δS-34 společně přítomných uhličitanů a sulfidů je možné použít k určení pH a fugacity kyslíku v rudonosných kapalinách během vzniku rud.
Ve většině lesních ekosystémů jsou sírany získávány především z atmosféry; zvětrávání rudných minerálů také dodává síru. Rozdílné izotopové složení síry se používá k určení zdrojů znečištění.

## Seznam izotopů
| symbol nuklidu | Z(p)              | N(n)              | hmotnost izotopu (u) | poločas přeměny | způsob(y) přeměny | produkt(y) přeměny | jaderný spin | reprezentativní izotopové složení (molární zlomek) | rozmezí přirozeného výskytu (molární zlomek) |
| symbol nuklidu | excitační energie | excitační energie | excitační energie    | poločas přeměny | způsob(y) přeměny | produkt(y) přeměny | jaderný spin | reprezentativní izotopové složení (molární zlomek) | rozmezí přirozeného výskytu (molární zlomek) |
| -------------- | ----------------- | ----------------- | -------------------- | --------------- | ----------------- | ------------------ | ------------ | -------------------------------------------------- | -------------------------------------------- |
| 26S            | 16                | 10                | 26,027 88(32)        | <79 ns          | 2p                | 24Si               | 0            |                                                    |                                              |
| 27S            | 16                | 11                | 27,018 83(22)        | 15,5(15) ms     | β+ (96,6 %)       | 27P                | +5/2         |                                                    |                                              |
| 27S            | 16                | 11                | 27,018 83(22)        | 15,5(15) ms     | β+, p (2,3 %)     | 26Si               | +5/2         |                                                    |                                              |
| 27S            | 16                | 11                | 27,018 83(22)        | 15,5(15) ms     | β+, 2p (1,1 %)    | 25Al               | +5/2         |                                                    |                                              |
| 28S            | 16                | 12                | 28,004 37(17)        | 125(10) ms      | β+ (79,3 %)       | 28P                | 0            |                                                    |                                              |
| 28S            | 16                | 12                | 28,004 37(17)        | 125(10) ms      | β+, p (20,7 %)    | 27Si               | 0            |                                                    |                                              |
| 29S            | 16                | 13                | 28,996 61(5)         | 188(4) ms       | β+ (53,0 %)       | 29P                | +5/2         |                                                    |                                              |
| 29S            | 16                | 13                | 28,996 61(5)         | 188(4) ms       | β+, p (47,0 %)    | 28Si               | +5/2         |                                                    |                                              |
| 30S            | 16                | 14                | 29,984 903(3)        | 1,178(5) s      | β+                | 30P                | 0            |                                                    |                                              |
| 31S            | 16                | 15                | 30,979 554 7(16)     | 2,553 4(1) s    | β+                | 31P                | +1/2         |                                                    |                                              |
| 32S            | 16                | 16                | 31,972 071 00(15)    | Stabilní        | Stabilní          | Stabilní           | 0            | 0,949 9                                            | 0,944 54-0,952 81                            |
| 33S            | 16                | 17                | 32,971 458 76(15)    | Stabilní        | Stabilní          | Stabilní           | +3/2         | 0,0075                                             | 0,007 30-0,007 93                            |
| 34S            | 16                | 18                | 33,967 866 90(12)    | Stabilní        | Stabilní          | Stabilní           | 0            | 0,042 5                                            | 0,039 76-0,047 34                            |
| 35S            | 16                | 19                | 34,969 032 16(11)    | 87,37(4) d      | β−                | 35Cl               | +3/2         | Stopy                                              |                                              |
| 36S            | 16                | 20                | 35,967 080 76(20)    | Stabilní        | Stabilní          | Stabilní           | 0            | 10−4                                               | 10−4                                         |
| 37S            | 16                | 21                | 36,971 125 57(21)    | 5,05(2) min     | β−                | 37Cl               | -7/2         |                                                    |                                              |
| 38S            | 16                | 22                | 37,971 163(8)        | 170,3(7) min    | β−                | 38Cl               | 0            |                                                    |                                              |
| 39S            | 16                | 23                | 38,975 13(5)         | 11,5(5) s       | β−                | 39Cl               | -7/2         |                                                    |                                              |
| 40S            | 16                | 24                | 39,975 45(15)        | 8,8(22) s       | β−                | 40Cl               | 0            |                                                    |                                              |
| 41S            | 16                | 25                | 40,979 58(13)        | 2,600(14) s     | β− (>99,9 %)      | 41Cl               | -7/2         |                                                    |                                              |
| 41S            | 16                | 25                | 40,979 58(13)        | 2,600(14) s     | β−, n (<0,1 %)    | 40Cl               | -7/2         |                                                    |                                              |
| 42S            | 16                | 26                | 41,981 02(13)        | 1,030(30) s     | β− (>99,0 %)      | 42Cl               | 0            |                                                    |                                              |
| 42S            | 16                | 26                | 41,981 02(13)        | 1,030(30) s     | β−, n (<1,0 %)    | 41Cl               | 0            |                                                    |                                              |
| 43S            | 16                | 27                | 42,987 15(22)        | 273(27) ms      | β− (60 %)         | 43Cl               | -3/2         |                                                    |                                              |
| 43S            | 16                | 27                | 42,987 15(22)        | 273(27) ms      | β−, n (40 %)      | 42Cl               | -3/2         |                                                    |                                              |
| 43mS           | 319(5) keV        | 319(5) keV        | 319(5) keV           | 480(50) ns      |                   |                    | -7/2         |                                                    |                                              |
| 44S            | 16                | 28                | 43,990 21(42)        | 100(1) ms       | β− (82 %)         | 44Cl               | 0            |                                                    |                                              |
| 44S            | 16                | 28                | 43,990 21(42)        | 100(1) ms       | β−, n (18 %)      | 43Cl               | 0            |                                                    |                                              |
| 45S            | 16                | 29                | 44,996 51(187)       | 68(2) ms        | β−, n (54 %)      | 44Cl               | -3/2         |                                                    |                                              |
| 45S            | 16                | 29                | 44,996 51(187)       | 68(2) ms        | β− (46 %)         | 45Cl               | -3/2         |                                                    |                                              |
| 46S            | 16                | 30                | 46,000 75(75)        | 50(8) ms        | β−                | 46Cl               | 0            |                                                    |                                              |
| 47S            | 16                | 31                | 47,008 59(86)        | >200 ns         | β−                | 47Cl               | -3/2         |                                                    |                                              |
| 48S            | 16                | 32                | 48,014 17(97)        | >200 ns         | β−                | 48Cl               | 0            |                                                    |                                              |
| 49S            | 16                | 33                | 49,023 62(102)       | <200 ns         | n                 | 48S                | -3/2         |                                                    |                                              |